# Дарґо
Дарґо (фр. Dargaud) — французьке видавництво коміксів, відоме зокрема публікацією журналу коміксів «Пілот» (Pilote, 1959–1989). З 1987 року Дарґо належить французько-бельгійській медіагрупі Média-Participations, до якої входить також видавництва Дюпуї (Dupuis) та Ломбар (Le Lombard).

## Історія
У 1943 році Жорж Дарґо заснував видавнцтво Éditions Dargaud. 1960 року Жорж Дарґо купив журнал коміксів «Пілот», який за кілька місяців до того заснували Рене Ґосіні, Жан-Мішель Шарльє та Альбер Юдерзо. Видавництво опублікувало такі знамениті комікси як Астерікс, Лейтенант Блубері та Танґі і Лавердюр. У 1982 році видавництво заволоділо ще однім журналом коміксів Charlie Mensuel й стало таким чином найбільшим видавництвом коміксів у Європі. 1984 року 40% європейських коміксів публікувалися видавництвом Дарґо, вийшло більше 1 500 назв загальним тиражем 20 млн примірників.
1987 року Жорж Дарґо відійшов від справ і продав своє видавництво медіаконцерну Média-Participations. Новий власник вирішив скерувати видавництво на шлях католицько-консервативних цінностей. Тож невдовзі журнал «Пілот» був закритий, а видавництво залишили такі відомі автори, як Енкі Білаль та Філіпп Дрюіє.
Новий власник сконцентрував у Групі Дарґо публікацію виключно коміксів, всі інші видання було передано іншим підрозділам. 1992 року до групи приєдналося видавництво Ле Ломбар. Окрім друкованої продукції група Дарґо займається мультиплікацією.
З 2004 року до групи входить також видавництво Дюпуї.